# Köln-Düsseldorfer Kriminalkomitee
Das Köln-Düsseldorfer Kriminalkomitee ist ein Zusammenschluss von deutschen Kriminalautoren, die in Köln und Düsseldorf leben. Es wurde im März 2009 gegründet. 

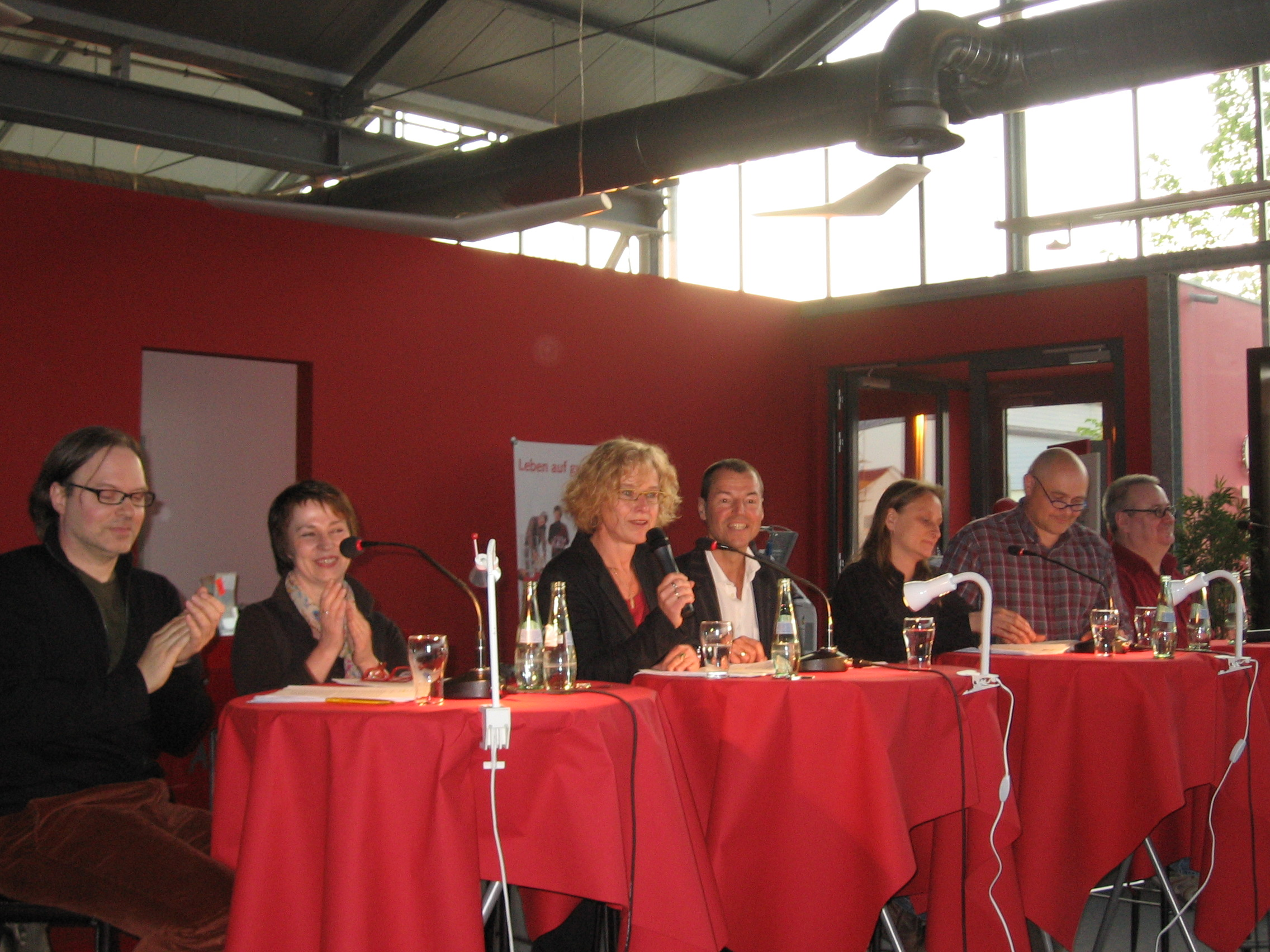
V.l.: Winges, Glaser, Stitz, Eckert, Klewe, Conrath, Schüller

Mitglieder sind Martin Conrath, Horst Eckert, Sabine Klewe aus Düsseldorf, sowie Brigitte Glaser, Martin Schüller, Ilka Stitz und Stefan Winges aus Köln.
Die Autoren treten bei Lesungen gemeinsam auf und tragen die Texte dialogisch vor. Der Name spielt auf die karnevalistische Tradition der beiden Städte an und ironisiert die dort herrschenden gegenseitigen Animositäten.